# 737

## Nascimentos
- Kammu, 50º imperador do Japão.

## Mortes
- Pelágio das Astúrias, primeiro rei das Astúrias